# I See You (album de The xx)
Pour les articles homonymes, voir I See You.
Albums de The xx
Coexist
(2012)
Singles
1. On Hold
Sortie : 10 novembre 2016
2. Say Something Loving
Sortie : 1er janvier 2017
3. I Dare You
Sortie : 2 mai 2017

I See You est le troisième album studio du groupe d'indie pop britannique The xx, sorti le 13 janvier 2017 sur le label Young Turks.

## Liste des titres
Toutes les paroles sont écrites par Oliver Sim et Romy Madley Croft, sauf mention, toute la musique est composée par Jamie Smith, Oliver Sim et Romy Madley Croft.
| 1.    | Dangerous            |                   | 4:10 |
| 2.    | Say Something Loving |                   | 3:58 |
| 3.    | Lips                 |                   | 3:20 |
| 4.    | A Violent Noise      |                   | 3:47 |
| 5.    | Performance          | Romy Madley Croft | 4:06 |
| 6.    | Replica              |                   | 4:09 |
| 7.    | Brave for You        | Romy Madley Croft | 4:13 |
| 8.    | On Hold              |                   | 3:44 |
| 9.    | I Dare You           |                   | 3:53 |
| 10.   | Test Me              | Romy Madley Croft | 3:55 |
| 39:15 |                      |                   |      |

Titres du disque bonus inclus dans le coffret Deluxe
| 1.    | Naive                      |                   | 3:36 |
| 2.    | Seasons Run                | Oliver Sim        | 4:22 |
| 3.    | Brave for You (Marfa demo) | Romy Madley Croft | 2:36 |
| 10:34 |                            |                   |      |

## Classements hebdomadaires
| Classement (2017)                   | Meilleure place |
| ----------------------------------- | --------------- |
| Allemagne (Media Control AG)        | 1               |
| Australie (ARIA)                    | 1               |
| Autriche (Ö3 Austria Top 40)        | 2               |
| Belgique (Flandre Ultratop)         | 1               |
| Belgique (Wallonie Ultratop)        | 2               |
| Canada (Canadian Albums Chart)      | 2               |
| Danemark (Tracklisten)              | 3               |
| Écosse (OCC)                        | 1               |
| Espagne (Promusicae)                | 2               |
| États-Unis (Billboard 200)          | 2               |
| États-Unis (Independent Albums)     | 1               |
| États-Unis (Top Alternative Albums) | 1               |
| États-Unis (Top Rock Albums)        | 1               |
| Finlande (Suomen virallinen lista)  | 8               |
| France (SNEP)                       | 5               |
| Irlande (IRMA)                      | 1               |
| Italie (FIMI)                       | 11              |
| Norvège (VG-lista)                  | 3               |
| Nouvelle-Zélande (RIANZ)            | 3               |
| Pays-Bas (Mega Album Top 100)       | 1               |
| Portugal (AFP)                      | 1               |
| Royaume-Uni (UK Albums Chart)       | 1               |
| Suède (Sverigetopplistan)           | 4               |
| Suisse (Schweizer Hitparade)        | 2               |

## Certifications
| Pays              | Certification | Unités certifiées |
| ----------------- | ------------- | ----------------- |
| Royaume-Uni (BPI) | Or            | 100 000           |